# Многочлен Ньютона

## Означення
Маючи множину з k + 1 точок
{\displaystyle (x_{0},y_{0}),\ldots ,(x_{j},y_{j}),\ldots ,(x_{k},y_{k})}
де немає двох однакових xj, інтерполяційний многочлен у формі Ньютона — це лінійна комбінація базових многочленів Ньютона
{\displaystyle N(x):=\sum _{j=0}^{k}a_{j}n_{j}(x)}
де базовий многочлен Ньютона задається так
{\displaystyle n_{j}(x):=\prod _{i=0}^{j-1}(x-x_{i})}
для j > 0 і {\displaystyle n_{0}(x)\equiv 1}.
Коефіцієнти задаються як
{\displaystyle a_{j}:=[y_{0},\ldots ,y_{j}]}
де
{\displaystyle [y_{0},\ldots ,y_{j}]}
це позначення розділеної різниці.
Отже інтерполяційний многочлен Ньютона можна записати як
{\displaystyle N(x)=[y_{0}]+[y_{0},y_{1}](x-x_{0})+\cdots +[y_{0},\ldots ,y_{k}](x-x_{0})(x-x_{1})\cdots (x-x_{k-1}).}
Інтерполяційний многочлен Ньютона можна представити у спрощеній формі якщо {\displaystyle x_{0},x_{1},\dots ,x_{k}} впорядковані послідовно і з рівними проміжками. Позначаючи {\displaystyle h=x_{i+1}-x_{i}} для кожного {\displaystyle i=0,1,\dots ,k-1} і {\displaystyle x=x_{0}+sh}, різницю {\displaystyle x-x_{i}} можна записати як {\displaystyle (s-i)h}. Так інтерполяційний многочлен Ньютона набуває форми:
{\displaystyle {\begin{aligned}N(x)&=[y_{0}]+[y_{0},y_{1}]sh+\cdots +[y_{0},\ldots ,y_{k}]s(s-1)\cdots (s-k+1){h}^{k}\\&=\sum _{i=0}^{k}s(s-1)\cdots (s-i+1){h}^{i}[y_{0},\ldots ,y_{i}]\\&=\sum _{i=0}^{k}{s \choose i}i!{h}^{i}[y_{0},\ldots ,y_{i}]\end{aligned}}}
така форма називається прямий інтерполяційний многочлен Ньютона.
Якщо вузли пересортувати в зворотньому порядку: {\displaystyle {x}_{k},{x}_{k-1},\dots ,{x}_{0}}, інтерполяційний многочлен Ньютона стає:
{\displaystyle N(x)=[y_{k}]+[{y}_{k},{y}_{k-1}](x-{x}_{k})+\cdots +[{y}_{k},\ldots ,{y}_{0}](x-{x}_{k})(x-{x}_{k-1})\cdots (x-{x}_{1})}
Якщо {\displaystyle {x}_{k},\;{x}_{k-1},\;\dots ,\;{x}_{0}} на рівних відстанях з {\displaystyle x={x}_{k}+sh}, а {\displaystyle {x}_{i}={x}_{k}-(k-i)h} для i = 0, 1, ..., k, тоді,
{\displaystyle {\begin{aligned}N(x)&=[{y}_{k}]+[{y}_{k},{y}_{k-1}]sh+\cdots +[{y}_{k},\ldots ,{y}_{0}]s(s+1)\cdots (s+k-1){h}^{k}\\&=\sum _{i=0}^{k}{(-1)}^{i}{-s \choose i}i!{h}^{i}[{y}_{k},\ldots ,{y}_{k-i}]\end{aligned}}}
така форма називається зворотній інтерполяційний многочлен Ньютона.

## Головна ідея
Розв'язуючи задачу інтерполяції приводить нас до необхідності розв'язання системи лінійних рівнянь. Використовуючи стандартний базис одночленів, {\displaystyle \{1,x^{1},x^{2},\dots ,x^{n}\},} для інтерполяційного многочлена ми отримуємо дуже складну матрицю Вандермонда. Обираючи інший базис, а саме базис Ньютона, ми отримуємо систему лінійних рівнянь з набагато простішою нижньотрикутною матрицею, яку можна розв'язати швидше.
Для k + 1 точок ми будуємо базис Ньютона так:
{\displaystyle n_{j}(x):=\prod _{i=0}^{j-1}(x-x_{i})\qquad j=0,\ldots ,k.}
Використовуючи ці многочлени як базис для {\displaystyle \Pi _{k}}, щоб розв'язати задачу поліноміальної інтерполяції, нам треба розв'язати
{\displaystyle {\begin{bmatrix}1&&\ldots &&0\\1&x_{1}-x_{0}&&&\\1&x_{2}-x_{0}&(x_{2}-x_{0})(x_{2}-x_{1})&&\vdots \\\vdots &\vdots &&\ddots &\\1&x_{k}-x_{0}&\ldots &\ldots &\prod _{j=0}^{k-1}(x_{k}-x_{j})\end{bmatrix}}{\begin{bmatrix}a_{0}\\\\\vdots \\\\a_{k}\end{bmatrix}}={\begin{bmatrix}y_{0}\\\\\vdots \\\\y_{k}\end{bmatrix}}.}

Цю систему можна розв'язати покроково, розв'язуючи
{\displaystyle \sum _{i=0}^{j}a_{i}n_{i}(x_{j})=y_{j}\qquad j=0,\dots ,k.}

## Застосування
Як можна бачити з означення розділеної різниці, ми можемо додавати нові точки, що отримати новий інтерполяційний многочлен без переобчислення старих коефіцієнтів. І якщо точка змінилась, зазвичай, нам не потрібно переобчислювати усі коефіцієнти. Ба, більше — якщо xi розташовані на рівних відстанях, обчислення стає набагато простішим. Тому, зазвичай, віддають перевагу формулі із розділеними різницями перед многочленом Лагранжа.

### Приклад
Розділені різниці можна записати у вигляді таблиці. Наприклад, для функції f і точок {\displaystyle x_{0},\ldots ,x_{n}}. Записуємо
{\displaystyle {\begin{matrix}x_{0}&f(x_{0})&&\\&&{f(x_{1})-f(x_{0}) \over x_{1}-x_{0}}&\\x_{1}&f(x_{1})&&{{f(x_{2})-f(x_{1}) \over x_{2}-x_{1}}-{f(x_{1})-f(x_{0}) \over x_{1}-x_{0}} \over x_{2}-x_{0}}\\&&{f(x_{2})-f(x_{1}) \over x_{2}-x_{1}}&\\x_{2}&f(x_{2})&&\vdots \\&&\vdots &\\\vdots &&&\vdots \\&&\vdots &\\x_{n}&f(x_{n})&&\\\end{matrix}}}
Тоді інтерполяційний многочлен формується використовуючи горішні елементи кожного стовпчика як коефіцієнти.